# Бэмби (фильм, 2013)
Бэмби (фр. Bambi) — французский документальный фильм 2013 года, поставленный режиссером Себастьеном Лифшицем. Фильм получил Премию «Тедди» на 63-м Берлинском международном кинофестивале за лучший документальный фильм.

## Сюжет
Фильм является кинематографическим портретом Мари-Пьер Пруво, транссексуальной женщины алжирского происхождения, 
Мари-Пьер Прюво родилась в крошечной алжирской деревне в 1935 году. Даже будучи ребенком, она не желала соответствовать ожиданиям своей семьи, вместо этого она решила найти способ стать такой женщиной, какой она всегда себя ощущала. И увидев выступление кабаре — Карусель де Пари, в 1950-х годах она решает перебраться в столицу Франции, где под псевдонимом Бэмби начнется ее новая жизнь на сценах мюзик-холлов.